# John Cunningham Brown
Pour les articles homonymes, voir Brown.
Cet article possède un paronyme, voir John Brown (homonymie).
John Cunningham Brown (13 février 1844 - 18 janvier 1929) est un homme politique canadien de la Colombie-Britannique. Il est député provincial indépendant de la circonscription britanno-colombienne de New Westminster City de 1890 à 1894 et de 1900 à 1901.

## Biographie
Né à Fermoy dans le comté de Cork en Irlande, Brown étudie à l'Académie royale de Belfast. Il prévoit étudier la médecine à l'université Queen's, mais s'embarque avec son frère pour Victoria dans la colonie de l'Île de Vancouver en 1861. Brown travaille dans les mines du territoire Stikine avant de revenir à Victoria et ensuite à New Westminster l'année suivante. Il entre dans le domaine des médias en 1871 avec la création du Hetrald qui deviendra le British Columbian. Brown vend son journal en 1880 lorsqu'il est nommé maître des postes de New Westminster.
Après un passage dans la milice locale et au conseil scolaire, il est maire de New Westminster de 1890 à 1891.
En 1900, il entre au conseil exécutif au poste de Secrétaire provincial. Cependant, en raison de la législation de l'époque, il doit se représenter à sa succession et est défait par Thomas Gifford en septembre 1901.
Nommé directeur de la prison British Columbia Penitentiary (en) de New Westminster, il meurt dans cette ville en janvier 1929 à l'âge de 84 ans,.